# BCAT1
BCAT1 (англ. Branched chain amino acid transaminase 1) – білок, який кодується однойменним геном, розташованим у людей на короткому плечі 12-ї хромосоми. Довжина поліпептидного ланцюга білка становить 386 амінокислот, а молекулярна маса — 42 966.
| 10         |  | 20         |  | 30         |  | 40         |  | 50         |
| ---------- |  | ---------- |  | ---------- |  | ---------- |  | ---------- |
| MKDCSNGCSA |  | ECTGEGGSKE |  | VVGTFKAKDL |  | IVTPATILKE |  | KPDPNNLVFG |
| TVFTDHMLTV |  | EWSSEFGWEK |  | PHIKPLQNLS |  | LHPGSSALHY |  | AVELFEGLKA |
| FRGVDNKIRL |  | FQPNLNMDRM |  | YRSAVRATLP |  | VFDKEELLEC |  | IQQLVKLDQE |
| WVPYSTSASL |  | YIRPTFIGTE |  | PSLGVKKPTK |  | ALLFVLLSPV |  | GPYFSSGTFN |
| PVSLWANPKY |  | VRAWKGGTGD |  | CKMGGNYGSS |  | LFAQCEAVDN |  | GCQQVLWLYG |
| EDHQITEVGT |  | MNLFLYWINE |  | DGEEELATPP |  | LDGIILPGVT |  | RRCILDLAHQ |
| WGEFKVSERY |  | LTMDDLTTAL |  | EGNRVREMFG |  | SGTACVVCPV |  | SDILYKGETI |
| HIPTMENGPK |  | LASRILSKLT |  | DIQYGREESD |  | WTIVLS     |  |            |

A: Аланін

C: Цистеїн

D: Аспарагінова кислота

E: Глутамінова кислота

F: Фенілаланін

G: Гліцин

H: Гістидин

I: Ізолейцин

K: Лізин

L: Лейцин

M: Метіонін

N: Аспарагін

P: Пролін

Q: Глутамін

R: Аргінін

S: Серин

T: Треонін

V: Валін

W: Триптофан

Кодований геном білок за функціями належить до трансфераз, амінотрансфераз. 
Задіяний у таких біологічних процесах, як біосинтез амінокислот, ацетилювання, альтернативний сплайсинг. 
Білок має сайт для зв'язування з піридоксаль-фосфатом. 
Локалізований у цитоплазмі.